# ICT 커넥티드 변속 시스템
ICT 커넥티드 변속 시스템은 차량 주행 중 도로 높낮이, 종류, 곡률 등 도로 형상 및 교통 상황, 운전자의 성향을 파악하고 분석해 최적의 기어를 선택해준다.

## 상세
ICT 커넥티드 변속 시스템은 3D 내비게이션, 레이더와 카메라, V2I 통신 모뎀 등 다양한 기기를 통해 주행 관련 정보를 수집하는 것으로부터 시작한다. 수집 과정은 TCU 총괄하며, 수집된 정보는 인공지능 알고리즘을 통해 전방 상황 정보로 변환된다. 이러한 과정을 거치는 ICT 커넥티드 변속 시스템은 변환된 전방 상황과 운전자의 주행 성향을 파악해 제동과 가속이 빈번한 주행 상황에서 능동적으로 변속기를 제어한다.